# Carpato
Carpato (in greco antico: Κάρπαθος?) era una città dell'antica Grecia ubicata sull'isola di Scarpanto.

## Storia
Fece parte della lega delio-attica visto che appare nei registri delle città tributarie di Atene tra il 445 e il 415 a.C. e appare attestata in altre testimonianze epigrafiche come la registrazione di un decreto onorario ateniese tra il 445 e il 430 a.C. Se ne deduce pertanto che era una delle tre città, insieme a Bricunte e Arkasa, che secondo il Periplo di Scilace si trovava sull'isola di Scarpanto, senza nominarla.
Non è nota l'esatta collocazione, anche se alcuni la collocano nella città di Posidio o Potideo, menzionata da altre fonti e ubicata nella moderna Pigadia (chiamata attualmente anche Kárpatos), mentre altri suppongono che possa trattarsi della antica città di Eteocarpato.